# Viana do Castelo-klassen
Viana do Castelo-klassen er en klasse af patrulefartøjer i Marinha Portuguesa, og er resultatet af projektet NOP2000 (Navios de Patrulha Oceânica, eller Oceangående patrujefartøj på dansk). Skibene bliver bygget ved ENVC skibsværftet i Viana do Castelo. Der er planlagt at konstruere mellem otte og ti fartøjer af klassen, og skal erstatte korvetterne af João Coutinho- og Baptista de Andrade-klassen samt patruljefartøjerne af Cacine-klassen. Skibene skal efter planen patruljere den portugisiske eksklusive økonomiske zone, udføre fiskeriinspektioner og indgå i et SAR-beredskab. To af fartøjerne vil blive i anderledes konfiguration: NCP (Navios de Combate à Poluição, eller miljøskib på dansk) og vil blive udstyret med miljøudstyr og være i stand til at bekæmpe olieforurening. Disse to enheder er opkaldt efter portugisiske kystbyer.
Det første skib i klassen, NRP Viana do Castelo (P360), indgik i flådens tal marts 2010 efter flere års forsinkelse.
Viana do Castelo var i begyndelsen udrustet med en ældre 40 mm maskinkanon, men den er blevet erstattet af en 33 mm Oto Melare Marlin maskinkanon.
| Pnt. | Navn             | Kølen lagt | Søsat           | Indgået    | Rolle | Skæbne             | Kaldesignal |
| ---- | ---------------- | ---------- | --------------- | ---------- | ----- | ------------------ | ----------- |
| P360 | Viana do Castelo | 2004       | 1. oktober 2005 | Marts 2010 | NPO   | I tjeneste         | -           |
| P361 | Figueira da Foz  | 2004       | 1. oktober 2005 | Juni 2010  | NPO   | I tjeneste         | -           |
| P362 | Sines            | -          | -               | -          | NCP   | Under konstruktion | -           |
| P363 | Ponta Delgada    | -          | -               | -          | NCP   | Under konstruktion | -           |
| P364 | Funchal          | -          | -               | -          | NPO   | Under konstruktion | -           |
| P365 | Aveiro           | -          | -               | -          | NPO   | Under konstruktion | -           |